# Todos los hombres sois iguales (película)
Todos los hombres sois iguales es una película española del género de la comedia romántica dirigida por Manuel Gómez Pereira y estrenada en 1994 que ha obtenido los Premios Goya a la mejor actriz y al mejor guion. 

## Sinopsis
Joaquín es un piloto comercial y acaba de separarse de su mujer. Durante un vuelo, conoce a Juan Luis y Manolo, cuya situación sentimental es similar a la suya. Inmediatamente crean una amistad  y deciden compartir piso y forma de vida, muy diferente a la forma de vida de los hombres de su edad. Establecen una regla fundamental para que la convivencia sea viable: ningún encuentro con una mujer  se prolongará más de una noche. 
Las tensas relaciones de estos tres hombres con sus exesposas, el conflicto por la custodia de los hijos/as y los prejuicios machistas que sustentan su visión de lo femenino dan forma a la película. La única mujer que pasa más de un día en la casa es la empleada de hogar.

## Comentarios
Debido al éxito de la película se hizo una serie de televisión con el mismo nombre con Ana Otero en el papel de «Yoli» y de 67 capítulos de duración. En 2016 se realizó un remake en República Dominicana dirigido por el mismo director que la original, Manuel Gómez Pereira.
Todos los personajes principales coinciden en sus nombres con los de los guionistas originales de la película.

## Premios
Goyas 1994
| Categoría            | Persona                                                                        | Resultado |
| -------------------- | ------------------------------------------------------------------------------ | --------- |
| Mejor actriz         | Cristina Marcos                                                                | Ganadora  |
| Mejor guion original | Joaquín Oristrell Yolanda García Serrano Juan Luis Iborra Manuel Gómez Pereira | Ganadores |

Medallas del Círculo de Escritores Cinematográficos de 1994
| Categoría            | Persona                                                                        | Resultado |
| -------------------- | ------------------------------------------------------------------------------ | --------- |
| Mejor guion original | Joaquín Oristrell Yolanda García Serrano Juan Luis Iborra Manuel Gómez Pereira | Ganadores |

## Reparto
| Intérprete           | Personaje            |
| -------------------- | -------------------- |
| Imanol Arias         | Juan Luis            |
| Antonio Resines      | Manolo               |
| Juanjo Puigcorbé     | Joaquín              |
| Cristina Marcos      | Yoli                 |
| María Barranco       | Susana               |
| Pastora Vega         | Merche               |
| Kiti Mánver          | Esther               |
| Ana Gracia           |                      |
| Virginia Mataix      |                      |
| Tito Valverde        | César                |
| Nancho Novo          | Eduardo              |
| Carmen Balagué       | Pilar                |
| Jesús Bonilla        | Alberto              |
| Isabel Ordaz         | Lolita               |
| Fernando Colomo      | Fernando             |
| Gracia Olayo         | Azafata              |
| José Antonio Navarro | Compañero de Eduardo |
| Roberto Bodegas      |                      |
| Paula Soldevila      | Compañera de Susana  |
| Juan Luis Iborra     | Camarero             |
| Chacho Carreras      | Detenido             |
| María José Giralte   |                      |
| Rosa Campillo        | Beatriz Gómez        |
| Javier del Valle     |                      |
| Iván Santos          | Hijo de Juan Luis    |
| Marta López Tappero  |                      |
| Gladys García        |                      |
| Rodrigo García       | Hijo de Juan Luis    |
| Vicente Gascón       | Hijo de Joaquín      |
| Joan Potau           |                      |
| Joaquín Oristrell    |                      |
| Luis Perezagua       | Compañero de Joaquín |
| Alicia Sánchez       |                      |
| Cristina Hoyos       |                      |